# Mädchen mit Beziehungen
Mädchen mit Beziehungen, gelegentlich auch geführt unter Paulchen setzt sich durch, ist ein deutsches Filmlustspiel aus dem Jahre 1950 von Ákos von Ráthonyi mit Bruni Löbel in der Titelrolle. An ihrer Seite treten altgediente Stars wie Rudolf Prack, Willy Fritsch, Ursula Herking, Paul Kemp und Rudolf Platte auf.

## Handlung
Das titelgebende Mädchen mit Beziehungen heißt Magda und ist mit dem arbeitslosen Ingenieur Peter Hauff verlobt. Dank ihrer Beziehungen erhält er nun endlich eine neue Stellung und zwar im Konstruktionsbüro einer großen Firma. Durch einen dummen Zufall lernt er seinen ihm bis dahin unbekannten Chef Dr. Kobel kennen, mit dem er sich aus einer Lappalie heraus und aufgrund seiner überschwänglichen Freude heftig streitet. Da er nun zum Antrittsbesuch eben jenem Boss vorgestellt werden soll, ist Hauff dies unglaublich peinlich und er schickt stattdessen seinen besten Freund vor.
Der ist Apotheker und hat so gar keine Ahnung von der Materie, die einen Architekten ausmacht und die dieser normalerweise aus dem Effeff beherrscht. Dementsprechend kommt es zu allerlei Verwechslungen und Missverständnisse, die alles nur noch schlimmer machen würden, wäre da nicht wieder einmal das Mädchen mit Beziehungen Magda, die die Wogen glättet. Dr. Kobel erweist sich als gütiger Chef, der seinem neuen Mitarbeiter Hauff auch die Scharade mit dem Apotheker-Freund verzeiht.

## Produktionsnotizen
Mädchen mit Beziehungen entstand Mitte 1950 in Hamburg (Atelier und Außenaufnahmen). Die Uraufführung erfolgte am 15. September 1950 in Nürnberg, die Berliner Premiere sieben Tage darauf. Am 8. September 1964 wurde das Lustspiel erstmals im deutschen Fernsehen (ARD) ausgestrahlt.
Gyula Trebitsch übernahm die Produktionsleitung. Herbert Kirchhoff schuf die Filmbauten, Erna Sander die Kostüme. Otto Meissner war Produktionsassistent, Werner M. Lenz Kameraassistent. Werner Pohl sorgte für den Ton.
Es singen Friedel Hensch und die Cyprys.

## Kritiken
Die Kritik fand keinen Gefallen an diesem schlichten Lustspiel:

„Akos von Ratony serviert die zahlreichen Gags mit dem Holzhammer der Routine, daß es nur so kracht.“

Im Lexikon des Internationalen Films heißt es: „Aus dieser mageren Idee entwickelt sich ein blöde ausgewalztes Verwechslungslustspiel mit Schlagersingsang in einer Mexiko-Bar.“